# Carl Hegler
Carl Theodor Hegler (* 11. August 1878 in Stuttgart; † 14. November 1943 in Hamburg)  war ein deutscher Internist.

## Leben
Sein Vater Alfred Ludwig Hegler (1832–1881) war Landgerichtsrat in Stuttgart, seine Mutter Emilie Dietzsch. Väterlicherseits stammte Hegler aus einer württembergischen Chirurgenfamilie. Sein Bruder August Hegler (1873–1937), war Strafrechtsprofessor und Rektor an der Universität Tübingen, Alfred Hegler (1863–1902) Professor für Kirchengeschichte in Straßburg und Tübingen, Robert Hegler (1867–1900) Botaniker und Privatdozent in Rostock.
Während seines Studiums wurde Hegler im Wintersemester 1896/97 Mitglied der Burschenschaft Germania Tübingen. 1899 studierte er in München. Er wurde zum Dr. med. promoviert. Nach seinem Studium war er als Oberarzt am Eppendorfer Krankenhaus in Hamburg tätig. Am Ersten Weltkrieg nahm er als türkischer Sanitätsmajor teil, gemeinsam mit seiner Frau, die Krankenschwester beim türkischen Halbmond war. Er wurde mit dem Eisernen Kreuz I. und II. Klasse ausgezeichnet.
Hegler war 1919 bis 1924 außerordentlicher Professor für Innere Medizin an der Universität Hamburg und 1924 bis zu seinem Tod außerplanmäßiger außerordentlicher Professor in Hamburg und ab 1919 am Allgemeinen Krankenhaus St. Georg (stellvertretender ärztlicher Direktor und 1926 bis zu seinem Tod ärztlicher Direktor). 
Hegler förderte die Verwendung von Sulfonamiden in der Medizin und veröffentlichte darüber ein Buch mit Gerhard Domagk. Er war Mitarbeiter von Band 1 des Handbuchs der inneren Medizin in zweiter (1925, Artikel Erysipel, Der Akute Gelenkrheumatismus) und dritter Auflage.

## Schriften
- mit Gerhard Domagk: Chemotherapie bakterieller Infektionen, 3. Auflage, Hirzel 1944
- Praktikum der wichtigsten Infektionskrankheiten, 5. Auflage, Thieme 1950